# Гней Миниций Фаустин (консул 117 г.)
Гней Миниций Фаустин (на латински: Gnaeus Minicius Faustinus) e сенатор на Римската империя през 1 и 2 век.
Произхожда от знатния римски род Миниции. Вероятно е римски управител (legatus Augusti pro praetore Thraciae) на провинция Тракия по времето на император Траян между 114/115 – 116/117 г. Преполагаем надпис с неговото име е запазен в амфитеатъра на Филипопол, в чийто строеж участва. През 117 г. е суфектконсул с неизвестен колега.